# HIV/AIDS em Moçambique

Regiões de Moçambique

Moçambique é um país particularmente atingido pela epidemia de HIV/AIDS. De acordo com estimativas da ONUAIDS de 2008, esta nação do Sudeste Africano tem a 8.ª maior taxa de HIV do mundo. Com 1.600.000 moçambicanos (11,5 por cento da população) vivendo com o HIV, 990.000 dos quais são mulheres e crianças, o governo de Moçambique reconhece que muito trabalho deve ser feito para erradicar esta doença infecciosa. Para reduzir o HIV/AIDS no país, Moçambique fez parcerias com diversas organizações globais para fornecer aos seus cidadãos maior acesso à terapia antirretroviral e técnicas de prevenção, como o uso de preservativos. O aumento no tratamento e prevenção do HIV/AIDS em mulheres e crianças também ajudou Moçambique a atingir seus Objetivos de Desenvolvimento do Milênio (ODM). No entanto, o HIV/AIDS teve um impacto drástico em Moçambique; os comportamentos de risco individuais ainda são grandemente influenciados pelas normas sociais e ainda há muito a fazer para combater a epidemia e fornecer cuidados e tratamento aos necessitados.

## História

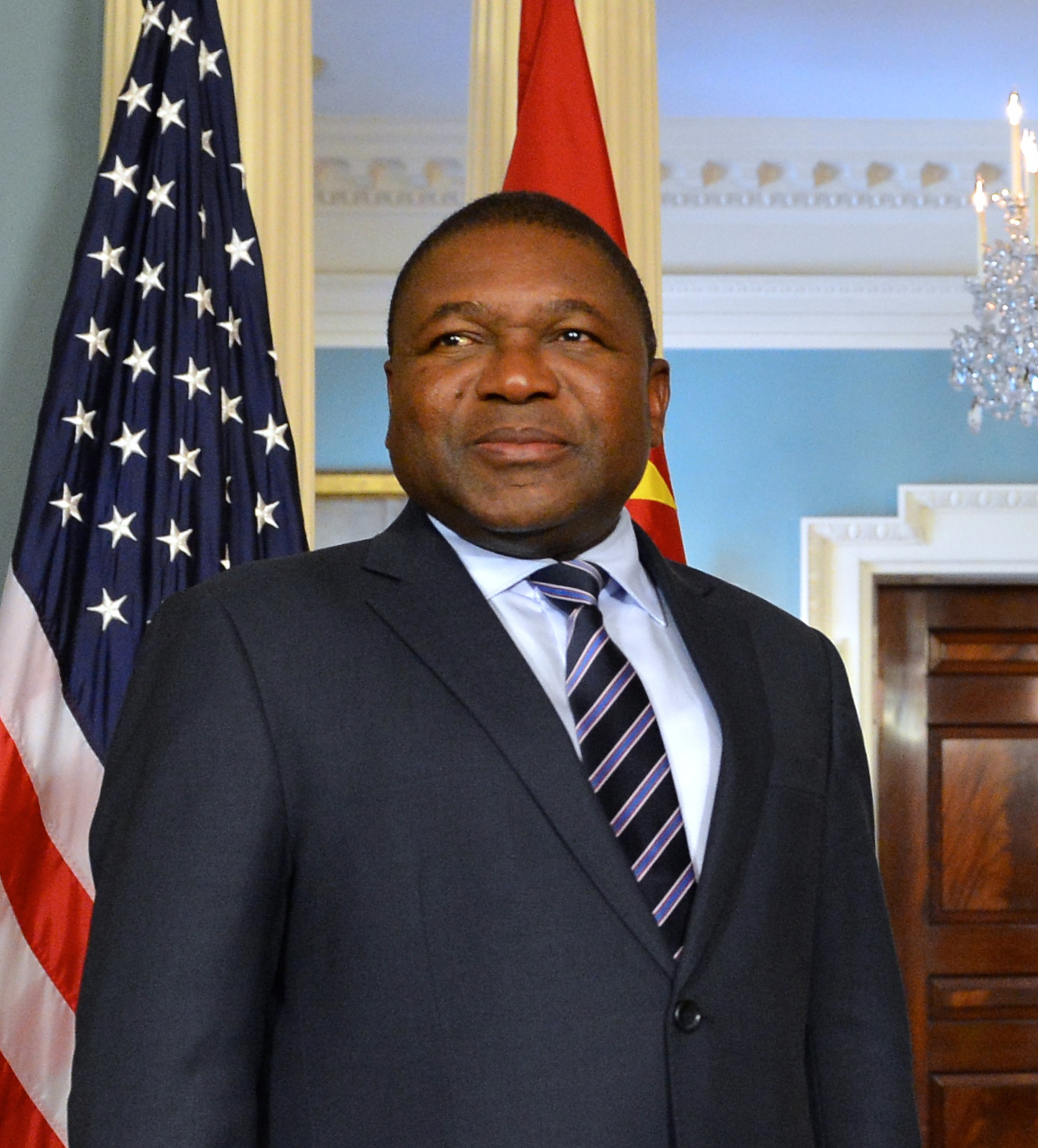
Filipe Nyusi, Presidente de Moçambique (2017)

A partir de 1964, o povo moçambicano iniciou uma guerra de independência de Portugal que durou 10 anos. Imediatamente após essa luta, em 1977, uma guerra civil de 15 anos eclodiu, um evento que terminou em 1992, mais ou menos na mesma época em que o HIV se espalhou pela primeira vez pelas regiões do sul da África. Como consequência da guerra, o sistema de saúde de Moçambique estava em ruínas, pelo que muito pouco se pôde fazer para ajudar os indivíduos que contraíram o vírus durante este período, especialmente devido aos efeitos cada vez mais evidentes do fim do isolamento nacional de Moçambique e da estreia internacional como um estado pós-conflito fraco. Entretanto, com o tempo, o HIV começou a se espalhar em Moçambique a níveis tão altos que o governo foi forçado a agir para salvar o máximo possível da população pobre e moribunda. Com este fervor, a busca pela redução da epidemia de AIDS em Moçambique persiste, com o governo do país a estabelecer parcerias com várias organizações externas para fornecer tratamento e cuidados àqueles que estão em extrema necessidade.
O primeiro caso de HIV em Moçambique foi relatado em 1986 na província de Cabo Delgado. Em 2001, o HIV tinha infectado mais de um milhão de pessoas, das quais 53 000 eram crianças com menos de 18 anos e 570 000 eram mulheres. A primeira resposta governamental à epidemia do HIV/AIDS ocorreu em 1988 com o estabelecimento de quatro inquéritos sentinela em Maputo, Beira, Chimoio e Tete para monitorizar as taxas de HIV no país. Em 2004, os medicamentos de terapia antirretroviral (TARV) tornaram-se disponíveis publicamente em todo o país, depois de terem ficado limitados a programas piloto por alguns anos, com a ajuda de financiamento internacional. Antes da introdução nacional da TARV, apenas a profilaxia com cotrimoxazol e medicamentos para diminuir os efeitos de infecções oportunistas eram administrados a pessoas vivendo com HIV/AIDS (PVHA). Em 2006, testes de diagnóstico de HIV opt-out foram oferecidos a mulheres grávidas pela primeira vez. Desde 1986, foram lançadas várias campanhas e organizações para combater a epidemia do HIV de várias formas e alcançando vários setores da sociedade moçambicana. No entanto, desde o fim da guerra civil em 1992, as áreas rurais de Moçambique continuam a enfrentar as repercussões da epidemia do HIV/AIDS, principalmente devido à incapacidade do país de se reabilitar rapidamente, em resultado da insuficiência de fundos atribuídos para fazer face às reparações das infraestruturas dos sistemas educativo e de saúde.

## Conscientização e Percepção de Risco
Embora o HIV/AIDS abranja todas as categorias demográficas e a percepção do risco pessoal seja geralmente subestimada entre todos os indivíduos moçambicanos, as mulheres e as crianças são os grupos com maior risco de infecção. Além disso, as mulheres e as crianças são mais propensas do que os homens a sofrer de uma falta generalizada de conhecimento sobre a causa, a transmissão e as formas de prevenção do HIV/AIDS.
Como Audet et al. apontam, atividades de alto risco entre homens e mulheres que vivem em Moçambique podem ter origem em costumes tradicionais e culturais de alguns subgrupos da população moçambicana, como práticas intravaginais; sexo intergeracional e transacional; "limpeza de viúvas", em que um parente próximo da esposa do familiar falecido faz sexo com sua viúva; e iniciação sexual precoce. O HIV também pode se espalhar pelo uso de agulhas e seringas sujas para injeções e tratamentos em ambientes de saúde moçambicanos. Além disso, a falta de um banco de sangue nacional altamente eficaz e eficiente pode propagar ainda mais a disseminação de infecções virais por meio de transfusões de sangue contaminado. Coinfecções não tratadas, como malária, tuberculose e infecções sexualmente transmissíveis (ISTs) também podem propagar a disseminação do HIV dentro de uma população por meio do enfraquecimento do sistema imunológico do hospedeiro. Além disso, a crença generalizada de que doenças e enfermidades são resultados de bruxaria e, como tal, devem ser tratadas por curandeiros tradicionais em vez de unidades de saúde locais pode levar ao recebimento inadequado de serviços para diminuir o risco de infecção pelo HIV. O desenvolvimento geral na aceitação social de estratégias de redução de risco ainda está em curso na nação.

## Educação
A educação em todo o país sobre maneiras de tratar e prevenir o HIV/AIDS aumentou muito nos últimos anos. O Plano Estratégico Nacional de Resposta ao HIV e AIDS 2010-2014 delineou técnicas de prevenção — uso de preservativo e circuncisão masculina, por exemplo — bem como tratamentos como terapia antirretroviral e tratamento de coinfecções. Estas demonstraram algumas formas pelas quais o governo moçambicano poderia educar os seus cidadãos sobre a necessidade urgente de abordar a epidemia de AIDS no país. Além disso, vários estudos demonstraram que a simples educação das mulheres sobre os efeitos do HIV não só levou à diminuição de comportamentos de risco na população feminina, como também promoveu uma maior independência social e económica. O conhecimento abrangente das mulheres cidadãs sobre o HIV/AIDS varia consoante a região, com 39,7 por cento das mulheres urbanas cientes do HIV e dos seus efeitos, em comparação com 24,4 por cento das mulheres rurais.

## Taxas de HIV
As taxas de HIV variam drasticamente por região, com o sul de Moçambique (Cidade de Maputo, Província de Maputo, Gaza e Ingambane) a apresentar a taxa de infecção mais elevada (21%), o centro de Moçambique (Manica, Sofala, Tete e Zambézia) a apresentar a segunda taxa mais elevada (18%) e o norte de Moçambique (Nampula, Niassa e Cabo Delgado) a apresentar a mais baixa (9%). As taxas mais altas do país ocorrem em Sofala, uma província central, com uma taxa de 26,5%. As disparidades nas taxas são atribuídas a vários fatores, tais como: deslocamento populacional após a guerra civil moçambicana, facilidade de acesso a várias províncias regionais, semelhanças nas instalações de saúde, presença de grupos com alto risco de infecção pelo HIV em certas províncias e semelhanças nos níveis social, cultural, económico e educacional que podem ter impacto no grau em que os indivíduos são informados sobre os métodos de transmissão e prevenção do HIV.  Além disso, os hospitais urbanos e distritais tendem a ter muito mais facilidade de acesso aos medicamentos para o HIV nevirapina e zidofudina, em comparação com as áreas mais rurais do país. Além disso, a epidemia do HIV/AIDS em Moçambique é predominantemente transmitida por via heterossexual (em quase 90 por cento dos casos em adultos) e por transmissão vertical. Moçambique tem a 8ª maior taxa de HIV do mundo, uma taxa de infecção por HIV de 11,5% em adultos com idades compreendidas entre os 15 e os 49 anos, um total estimado de 34.000 mortes relacionadas com a AIDS em indivíduos com 15 anos ou mais, e aproximadamente 802.659 adultos que vivem com HIV em TARV.

## Grupos Afetados
Em 2015, 11,5% de toda a população moçambicana (1.600.000 indivíduos) estava infectada pelo HIV, com mulheres e crianças representando 990.000 dessas infecções. No entanto, as taxas de infecção e o tratamento fornecido a cada grupo demográfico afetado diferem, sendo a transmissão heterossexual através do sexo e a transmissão vertical as principais causas da infecção contínua pelo HIV. Em 2014, estimava-se que 62,5 por cento dos adultos HIV positivos estavam recebendo tratamento.

### Homens
Cerca de 450.000 homens moçambicanos estão infectados com o HIV e os dados indicam que os homens têm muito mais probabilidades do que as mulheres de conhecer as vias de transmissão do HIV e de tomar medidas para evitar a infecção. Além disso, os homens que migram para outras regiões de Moçambique ou para outros países vizinhos devido a obrigações laborais correm um risco maior de transmissão do HIV, trazendo o HIV de redes sexuais de outros países ou espalhando-o para esses países. Muitos dos dados sobre homens que fazem sexo com homens (HSH) que vivem em Moçambique são desconhecidos devido à visão da homossexualidade como tabu e geralmente inaceitável na sociedade moçambicana, mas o que se sabe é que os HSH contribuem para 5 por cento da incidência do HIV/AIDS no país.

### Mulheres
Cerca de 810.000 mulheres no país contraíram o HIV. De fato, em 2007, aproximadamente 58% de todos os adultos vivendo com HIV em Moçambique eram mulheres, e as mulheres representavam mais de três quartos da população infectada entre 15 e 19 anos. Essa taxa mais alta em mulheres, como Audet et al. apontam, pode ser explicada, em parte, por uma maior suscetibilidade biológica à contração da doença, bem como por outros fatores socioeconômicos e socioculturais. As mulheres, por exemplo, têm menos probabilidades do que os homens de compreender os métodos de transmissão e, consequentemente, são mais susceptíveis à infecção. Além disso, as mulheres podem se envolver em atos sexuais para aumentar seu status sexual e — com a ajuda de um homem mais velho — garantir um futuro financeiro mais seguro e pagar por educação superior e bens diários. Essa é a resposta de viver em uma sociedade onde as mulheres recebem apenas 18% do salário dos homens. Vários estudos têm demonstrado que a educação das mulheres não só reduz os comportamentos de risco, como também ajuda a aumentar a independência social e económica. Com o aumento da escolaridade e do acesso à informação, as mulheres seriam mais capazes de se informarem com as informações fornecidas nas campanhas de prevenção do HIV, o que levaria a uma redução global dos seus comportamentos de risco. Atualmente, estima-se que 95 por cento das mulheres grávidas HIV positivos recebem TAR para a PTV.

### Crianças

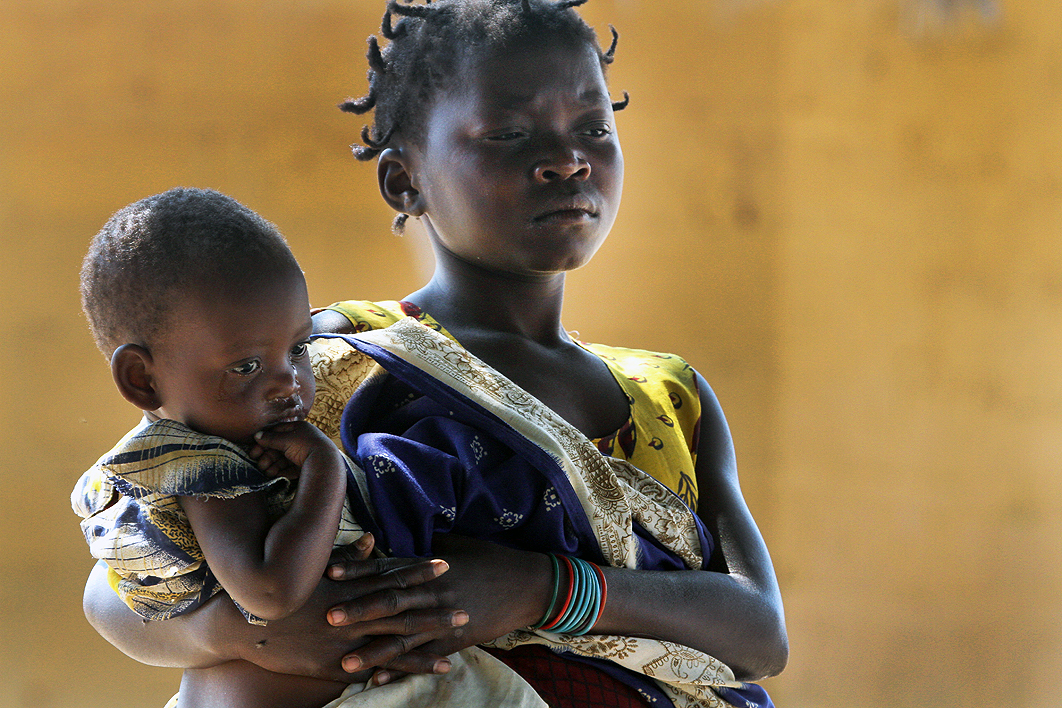
Crianças moçambicanas vulneráveis à infecção pelo HIV

Moçambique ocupa o terceiro lugar no mundo em novas infecções pediátricas pelo HIV, depois da Nigéria e da África do Sul, de acordo com a ONUAIDS. Consequentemente, o país tomou grandes medidas para começar a abordar e reduzir o HIV em sua população pediátrica. Com aproximadamente 590.000 órfãos devido à AIDS, 180.000 dos quais estão infectados com o vírus, o governo começou a administrar medicamentos anti-retrovirais para promover a intervenção precoce nas populações mais jovens. Uma razão subjacente à introdução precoce do HIV e à infecção pelo mesmo por parte dos adolescentes – e especialmente das raparigas adolescentes – é a necessidade de obter dinheiro para permanecer na escola e para comprar bens e alimentos em troca de trabalho sexual. Existe uma disparidade no que diz respeito ao conhecimento abrangente do HIV, mesmo na adolescência, com 27,4 por cento das adolescentes do sexo feminino bem informadas sobre o HIV e os seus efeitos, em oposição a 48,5 por cento dos adolescentes do sexo masculino. Em 2014, 36 por cento das crianças seropositivas estavam a receber tratamento, mas a educação sobre os efeitos da infecção pelo HIV é frequentemente comunicada às crianças através de contos de fadas ou de sessões de teatro baseadas em animais africanos ou em contos populares locais.

## Impacto do HIV/AIDS em Moçambique
Como o HIV é uma doença infecciosa transmitida sexualmente e pode infectar indivíduos que dependem do trabalho diário para sustentar a si mesmos e suas famílias, o HIV/AIDS afeta muito mais do que apenas o sistema imunológico humano. O impacto da epidemia também não é distribuído uniformemente. Em 2005, a infecção pelo HIV entre adultos de 15 a 49 anos foi estimada em 16,1%, e o principal modo de transmissão foi por contato heterossexual, com as mulheres correndo um risco muito maior de infecção pelo HIV do que os homens. As mulheres jovens entre os 15 e os 24 anos têm uma taxa estimada de HIV de 10,7%, em comparação com 3,6% entre os homens jovens na mesma faixa etária. No entanto, fatores como o conhecimento pessoal do HIV e dos seus efeitos, o apoio familiar e a confidencialidade clínica desempenham papéis importantes na frequência com que os indivíduos HIV positivos são encaminhados para cuidados.
Uma guerra civil limitou as movimentações internas e externas até 1992, porém o retorno dos refugiados e a retomada das atividades econômicas e comerciais impulsionaram rapidamente os índices de HIV, alcançando níveis quase equivalentes aos dos países vizinhos. Populações móveis, pessoas envolvidas na prostituição e indivíduos que residem próximos às principais rotas de transporte são alguns dos grupos demográficos que apresentam altas taxas de HIV. Além dos surtos sazonais de cólera, Moçambique enfrenta co-epidemias de tuberculose e malária, que intensificam os efeitos do HIV/AIDS.
Em 2010, a taxa nacional de HIV foi estimada em 11,5% dos moçambicanos, totalizando quase três milhões de indivíduos e distribuídos entre 13,1% das mulheres e 9,2% dos homens adultos com idades compreendidas entre os 15 e os 49 anos.

### Impacto econômico
O HIV/AIDS tem prejudicado a economia de Moçambique, principalmente ao infectar e incapacitar pessoas cuja única forma de ganhar dinheiro era o trabalho físico. A infecção pelo HIV entre os agricultores em Moçambique, por exemplo, teve consequências em todo o país, resultando em uma escassez de alimentos devido à falta de mão de obra, além de causar interrupções na oferta e na demanda de serviços públicos essenciais. Moçambique precisou contar com a assistência de doadores por um período em decorrência da recuperação pós-guerra. Na verdade, segundo as estatísticas de 2001, 82% dos gastos com o HIV/AIDS em Moçambique foram cobertos por fontes externas, indicando que o governo moçambicano financiou menos de 20% das despesas relacionadas à doença. No entanto, ao fazer isso, as instituições privadas e a assistência externa tiveram um impacto significativo na política de saúde pública. Ademais, as taxas de HIV no país evidenciam as desigualdades na autonomia financeira. As mulheres, que ganham, em média, 18% menos que os homens, são muito mais propensas a adotar comportamentos de alto risco, como a prostituição, para cobrir os custos de vida e educação. Como resultado do peso económico da epidemia do HIV/AIDS, a indústria da ajuda de Moçambique reestruturou-se completamente, introduzindo múltiplos novos doadores e iniciativas — como o Fundo Global, bem como políticas de cima para baixo para abordar o problema do HIV ao longo do tempo. No entanto, à medida que o impacto económico do HIV/AIDS continua, têm ocorrido estagnações e diminuições nas contribuições dos doadores.

### Impacto social
Em relação às populações infectadas, as mulheres apresentam maior probabilidade de serem afetadas do que os homens. Esse fato reforça a ideia de que as desigualdades de gênero, especialmente na força de trabalho de Moçambique, ainda persistem. Essas desigualdades levam as mulheres a buscar oportunidades no trabalho sexual de forma desproporcional em comparação com os homens, a fim de sustentar suas famílias.  No entanto, as elevadas taxas de HIV em Moçambique, especialmente na região central, levaram o governo a analisar mais detalhadamente as desigualdades de gênero na infecção pelo vírus e a implementar programas para corrigir essas disparidades. Um desses programas foi desenvolvido para oferecer medicamentos antirretrovirais a mulheres grávidas, crianças em situação de vulnerabilidade e órfãos, com o objetivo de fortalecer as técnicas de intervenção precoce e evitar a transmissão da doença de mãe para filho, bem como sua propagação nas gerações futuras.
Além disso, as normas socioculturais afetaram significativamente a maneira como a epidemia de HIV/AIDS é abordada em Moçambique. Por um lado, a estigmatização e os papéis tradicionais de gênero são ditadores populares das crenças dos moçambicanos em relação à aquisição, tratamento e prevenção do HIV/AIDS. Como resultado, indivíduos que podem estar cientes de sua soropositividade para o HIV podem ter medo de anunciar seu diagnóstico publicamente por medo de reação negativa da comunidade ou abandono familiar. Apesar do fato de que grande parte do valor social dos homens e mulheres moçambicanos é baseado na quantidade de filhos produzidos, o uso do preservativo é altamente desencorajado em várias regiões do país. No entanto, mulheres infectadas pelo HIV ainda precisam lidar com as implicações do parto na sociedade. A amamentação é uma das principais causas da disseminação do HIV/AIDS em todo o país, por exemplo, mas as normas socioculturais incentivam fortemente esse método de fornecimento de nutrientes aos bebês em detrimento de outros meios, como a substituição alimentar (que é inacessível para muitas mulheres) ou a alimentação mista (que acabaria resultando em um risco maior de transmissão do HIV do que a amamentação exclusiva de uma mulher). No entanto, desde 2006, Moçambique oferece testes diagnósticos de exclusão a todas as mulheres grávidas e, desde 2010, o governo está considerando uma mudança de política com base em estudos multinacionais que permitiriam que mães lactantes HIV positivas tivessem acesso a medicamentos de TARV para diminuir a transmissão de mãe para filho. No entanto, podem surgir questões de estigma social desta ocorrência, como resultado do estigma associado às expectativas sociais e conjugais.

### Impacto político
A propagação de uma doença tão mortal forçou o governo moçambicano a se tornar muito mais proativo no combate à epidemia. Consequentemente, o principal impacto do HIV/AIDS no ambiente político de Moçambique tem sido o fornecimento, pelo governo, de medicamentos antirretrovirais para aqueles em extrema necessidade, por meio de parcerias com organizações globais que ajudam a fornecer esse tratamento. Além disso, o governo intensificou as medidas de prevenção, como a educação sobre o uso do preservativo, para minimizar a transmissão do HIV/AIDS em primeiro lugar. Como resultado de vários estudos multinacionais que têm apoiado modos através dos quais a infecção pelo HIV pode ser reduzida, como a administração de medicamentos de TAR a mães seropositivas que amamentam, o governo moçambicano tem vindo a considerar a implementação de políticas para abordar estes desenvolvimentos na investigação sobre o HIV/AIDS. De facto, ao longo do tempo, Moçambique ratificou e implementou várias peças de legislação internacional relativas à epidemia do HIV/AIDS no país: uma carta africana dos direitos humanos e dos povos (ratificada em 1989), um pacto internacional de direitos civis e políticos (ratificado em 1993), uma convenção sobre os direitos da criança (ratificada em 1994) e uma convenção sobre a eliminação de todas as formas de discriminação contra as mulheres (ratificado em 1997).

### Impacto nos Serviços de Saúde
Apesar da disseminação do HIV/AIDS, o impacto da doença nos serviços de saúde de Moçambique tem sido positivo. Por meio de esforços ampliados para erradicar o retrovírus, os serviços de prevenção e atendimento a pacientes em todo o país foram reformulados. O Ministério da Saúde criou planos estratégicos de saúde que abordam especificamente a epidemia e o tratamento antirretroviral está a ser oferecido a mais indivíduos agora do que nunca.
Apesar disso, Moçambique ainda tem escassez de mão de obra para seu sistema de saúde crônica, e os serviços de atenção primária no país são muito subdesenvolvidos. Por um lado, estimativas de 2006 de autoridades de saúde moçambicanas aproximam-se da presença de apenas 1,26 profissionais de saúde por 1.000 indivíduos na população de Moçambique. Na verdade, devido aos poucos profissionais de saúde disponíveis para cuidar dos pacientes e ao fluxo continuamente elevado de pacientes infectados pelo HIV, foi necessário que Moçambique, com a ajuda dos Médicos Sem Fronteiras, descentralizasse também os cuidados e o tratamento do HIV dos hospitais para as clínicas de cuidados primários. A epidemia de HIV/AIDS em Moçambique contribuiu muito para destacar algumas disparidades fundamentais no sistema de saúde, especialmente em termos de combate à transmissão vertical, em que os cuidados pré-natais e o fornecimento de medicamentos antirretrovirais reduziriam significativamente o risco de novas infecções. Como Audet et al. apontam, a prevenção da transmissão vertical nos centros de saúde moçambicanos continua inadequada para atender à necessidade, mas sem qualquer tipo de programa de prevenção da transmissão vertical em vigor, o HIV pode ser transmitido para 25 a 48 por cento dos recém-nascidos durante a gravidez, parto ou amamentação. As interações paciente-médico dentro do sistema de saúde também podem ser melhoradas pelo aumento da confidencialidade, educação sobre informações de saúde e respeito. Além disso, ainda não foi estabelecida uma relação formal entre os curandeiros tradicionais moçambicanos e o Ministério da Saúde de Moçambique para abordar a epidemia do HIV/AIDS.

## Resposta e Intervenção
À medida que Moçambique tenta melhorar os seus programas de HIV/AIDS; e mais pessoas são abrangidas pelos serviços de prevenção, tratamento e cuidados, a capacidade dos indivíduos e instituições moçambicanas para gerir e prestar estes serviços depende em grande parte de esforços contínuos e reforçados de prevenção e tratamento.
De acordo com o Relatório de Desenvolvimento Humano de 2007, Moçambique tem aproximadamente três médicos para cada 100.000 pessoas, e a escassez de outros profissionais de saúde, como enfermeiros, farmacêuticos e técnicos de laboratório, é comparável. Fora do sistema de saúde, onde a resposta multissectorial ao HIV/AIDS depende fundamentalmente de iniciativas comunitárias e de voluntários, Moçambique também se encontra gravemente em desvantagem, com uma taxa nacional de alfabetização de adultos de apenas 46,5% (31,4% entre as mulheres) e elevados níveis de estigma e discriminação contra as pessoas que vivem com HIV/AIDS (PVHIV).
As organizações internacionais envolveram-se mesmo na crise do HIV/AIDS em Moçambique, criando diretrizes que eliminam a reutilização de agulhas e seringas por unidades de saúde e realizam testes de HIV em sangue. No entanto, apesar do histórico de Moçambique tentar lidar com a epidemia de HIV/AIDS por meio de várias leis, as taxas de HIV no país ainda aumentaram. Por esse motivo, o governo moçambicano começou a fazer parcerias com organizações globais de saúde, como Médicos Sem Fronteiras e UNICEF, para fornecer serviços tangíveis, como tratamento antirretroviral (TARV) para pessoas vivendo com AIDS (PVHA). Além disso, o Ministério da Saúde de Moçambique (MISAU) desenvolveu um plano estratégico no início dos anos 2000 que se concentra especificamente em maneiras de diminuir e prevenir a transmissão vertical. De facto, o Ministério da Saúde de Moçambique desenvolveu documentos legislativos, como o Relatório Nacional de Desenvolvimento Humano de 2007, para abordar especificamente as posições atuais e futuras de Moçambique na resposta à epidemia da AIDS e na sua consonância com os seus Objetivos de Desenvolvimento do Milênio (ODM).
Além do Relatório Nacional de Desenvolvimento Humano, administrado em 2007, porém, documentos legislativos ainda mais recentes, como o Plano Estratégico Nacional de Resposta ao HIV e à AIDS de 2010-2014, mais específico, detalham ações específicas, como a redução de comportamentos de risco, o uso de preservativos, a circuncisão masculina, a administração de terapia anti-retroviral e o tratamento de co-infecções, que identificam mais diretamente formas pelas quais a epidemia do HIV poderia ser atenuada através de uma maior e melhor cobertura dos serviços. Em 2015, o tratamento anti-retroviral cobria 53% dos moçambicanos com 15 ou mais anos de idade.
Em termos de direitos no local de trabalho, a Lei n.º 5 de 2002 do governo moçambicano proíbe a discriminação no local de trabalho para pessoas vivendo com HIV/AIDS (PVHIV) e oferece àqueles que já não conseguem desempenhar as suas tarefas laborais devido à sua condição relacionada com a AIDS uma ocupação substitutiva garantida. Além disso, foram implementados testes de exclusão universal em todas as unidades de saúde de Moçambique para facilitar o diagnóstico do HIV e o subsequente acesso e fornecimento de tratamento, se necessário. Os centros de aconselhamento e testagem voluntária (ATV) foram criados como formas eficazes de disseminar informações sobre os testes de HIV e formas de reduzir o estigma associado à doença junto do público moçambicano.
Para propagar ainda mais as respostas e intervenções em andamento pelo governo moçambicano, Audet et al. também apontam para o alcance da comunidade rural para aumentar a vinculação ao atendimento e aos testes; educação sobre comportamentos de alto risco e sua redução; fortalecimento da prestação de cuidados de saúde; e parcerias com profissionais de saúde locais, como curandeiros e parteiras, para diminuir o estigma associado ao HIV/AIDS. Além disso, a integração de mensagens culturalmente adequadas para a prevenção do HIV e a adesão à TARV, bem como a inclusão de curandeiros tradicionais nas campanhas modernas de redução do HIV, podem ser necessárias para o sucesso a longo prazo dos programas de HIV em Moçambique. Estão em curso campanhas nacionais (como a campanha ABC - Abstinência, Seja fiel, use preservativo) no país para atingir os adolescentes e levá-los a modificar os seus comportamentos pessoais. O governo moçambicano também estabeleceu uma parceria com o Plano de Emergência do Presidente dos EUA para o Alívio da AIDS (PEPFAR) para implementar intervenções baseadas em evidências em regiões e populações demográficas com elevadas taxas de HIV.

## Ajuda externa
Várias organizações em todo o mundo estabeleceram programas em Moçambique que visam combater a epidemia de HIV/AIDS. A Médicos Sem Fronteiras (MSF), por exemplo, tem colaborado com o Ministério da Saúde de Moçambique desde 2001 para desenvolver um plano abrangente que aborda o tratamento e a gestão do HIV/AIDS em todo o país e leva a TARV a locais com poucos recursos. Com a ajuda da MSF, mais de 33.000 moçambicanos receberam medicamentos anti-retrovirais até Agosto de 2010.
Além da MSF, a UNICEF está atualmente a trabalhar com as principais partes interessadas no país para desenvolver políticas de combate ao HIV/AIDS, com especial enfoque na prevenção da transmissão vertical da doença (PTV), através da introdução de técnicas de intervenção precoce e da prestação de serviços de terapia anti-retroviral pediátrica.
Nos Estados Unidos, o Plano de Emergência para o Alívio da AIDS (PEPFAR) do presidente dos EUA fornece serviços diretos e assistência técnica aos mais diretamente afetados pelo HIV/AIDS em Moçambique. De fato, em 2016, o PEPFAR administrou medicamentos antirretrovirais a 787.612 moçambicanos, 88.961 dos quais eram mulheres grávidas que necessitavam de prevenção para evitar a transmissão aos seus descendentes; ofereceu apoio e cuidados a 77.115 órfãos e crianças vulneráveis; e forneceu testes e aconselhamento a mais de 4,7 milhões de indivíduos que necessitavam de assistência.
No entanto, em muitos casos da epidemia do HIV/AIDS em Moçambique, bem como em muitos outros países, o financiamento dos doadores para programas de HIV está estagnado ou a diminuir, deixando alguns programas benevolentes a ansiar por fundos para a continuação dos seus serviços.